# Flauenskjold
Flauenskjold is een plaats in de Deense regio Noord-Jutland, gemeente Brønderslev. De plaats telt 717 inwoners (2008).